# رجینالد میلز
رجینالد میلز (انگلیسی: Reginald Mills; ۱۵ سپتامبر ۱۹۱۲ – ژوئیه ۱۹۹۰) تدوین‌گر اهل انگلستان بود.

## فیلم‌شناسی
- کفش‌های قرمز
- رومئو و ژولیت
- نبرد رود پلاته
- عیسی ناصری
- مسئله زندگی و مرگ
- پیشخدمت
- برادر خورشید، خواهر ماه
- اولیس